# Liste des musées de la Haute-Saône
La liste des musées de la Haute-Saône présente les musées du département français de la Haute-Saône.

## Liste
| Nom du musée                                        | Commune                   | Adresse | Coordonnées                      | Thèmes                                | Labels              | Dateouverture | Datefermeture | Fréq.               | Illustration |
| --------------------------------------------------- | ------------------------- | ------- | -------------------------------- | ------------------------------------- | ------------------- | ------------- | ------------- | ------------------- | ------------ |
| Musée Jean-Léon Gérôme                              | Vesoul                    |         | 47° 37′ 59″ nord, 6° 08′ 24″ est | Archéologie et beaux-arts             | « Musée de France » | 1882          |               |                     |              |
| Musée départemental d'arts et traditions populaires | Champlitte                |         | 47° 37′ 01″ nord, 5° 30′ 51″ est | Arts populaires, histoire, ethnologie | « Musée de France » | 1957          |               | 18 000 visiteurs/an |              |
| Musée départemental des arts et techniques          | Champlitte                |         | 47° 37′ 01″ nord, 5° 30′ 51″ est | Sciences et techniques                |                     | 1992          |               |                     |              |
| Musée Baron-Martin                                  | Gray                      |         | 47° 26′ 47″ nord, 5° 35′ 38″ est | Archéologie et beaux-arts             |                     | 1903          |               |                     |              |
| Musée de la mine Marcel-Maulini                     | Ronchamp                  |         | 47° 41′ 59″ nord, 6° 37′ 59″ est | Photographies et objets des mines     |                     | 1976          |               | 3 000 visiteurs/an  |              |
| Maison de la Négritude                              | Champagney                |         | 47° 42′ 20″ nord, 6° 41′ 03″ est | Esclavage, traites négrières          |                     | 1971          |               | 6 000 visiteurs/an  |              |
| Musée du tracteur de Loulans-Verchamp               | Loulans-Verchamp          |         | 47° 26′ 53″ nord, 6° 12′ 14″ est | Tracteur agricole                     |                     |               |               |                     |              |
| Musée départemental de la montagne                  | Château-Lambert           |         | 47° 51′ 24″ nord, 6° 45′ 24″ est | Ethnologie                            | « Musée de France » | 1978          |               |                     |              |
| Musée de la Tour des échevins                       | Luxeuil-les-Bains         |         | 47° 49′ 04″ nord, 6° 22′ 49″ est | Archéologie et beaux-arts             |                     | 1673          |               |                     |              |
| Écomusée du pays de la cerise                       | Fougerolles-Saint-Valbert |         | 47° 54′ 26″ nord, 6° 24′ 04″ est | Sciences, technique et ethnologie     | « Musée de France » | 1986          |               | 10 000 visiteurs/an |              |